# It's All Wrong, But It's All Right
It's All Wrong, But It's All Right är en sång skriven av Dolly Parton, och ursprungligen inspelad av henne på albumet Here You Come Again 1977 samt släppt som singel 1978. Det blev hennes sjunde countrysingel som toppade listorna. Singelskivan hade dubbel A-sida, "Two Doors Down"/"It's All Wrong But It's All Right", och medan "It's All Wrong But It's All Right" toppade den amerikanska countrysingellistan, släpptes "Two Doors Down" till popradio, där den nådde de 20 främsta på amerikanska Hot 100. Singeln stannade toppade listan i fyra veckor och tillbringade totalt 10 veckor på countrylistan.

## Listplacering
| Lista (1978)                    | Topplacering |
| ------------------------------- | ------------ |
| Amerikanska countrysingellistan | 1            |
| Kanadensiska countrylistan      | 1            |

Den här artikeln är helt eller delvis baserad på material från engelskspråkiga Wikipedia.